# 宋锡恒
宋锡恒（1924年4月—），湖北武汉人，中华人民共和国政治人物。

## 生平
1949年，当选为中国人民政治协商会议第一届全国委员会委员，但没有出席。1950年，毕业于上海同济大学机械专业。1951年，当选为中华全国学生联合会副主席，升任华东暨上海市外宾招待委员会办公室副主任。1954年，任五机部第三研究所副所长、工程师、室副主任。1965年，任陕西省化工设计院和化工部（后中国华陆工程公司）第六设计院工程师、室主任、副总工程师、高级工程师。